# Video Game Pianist

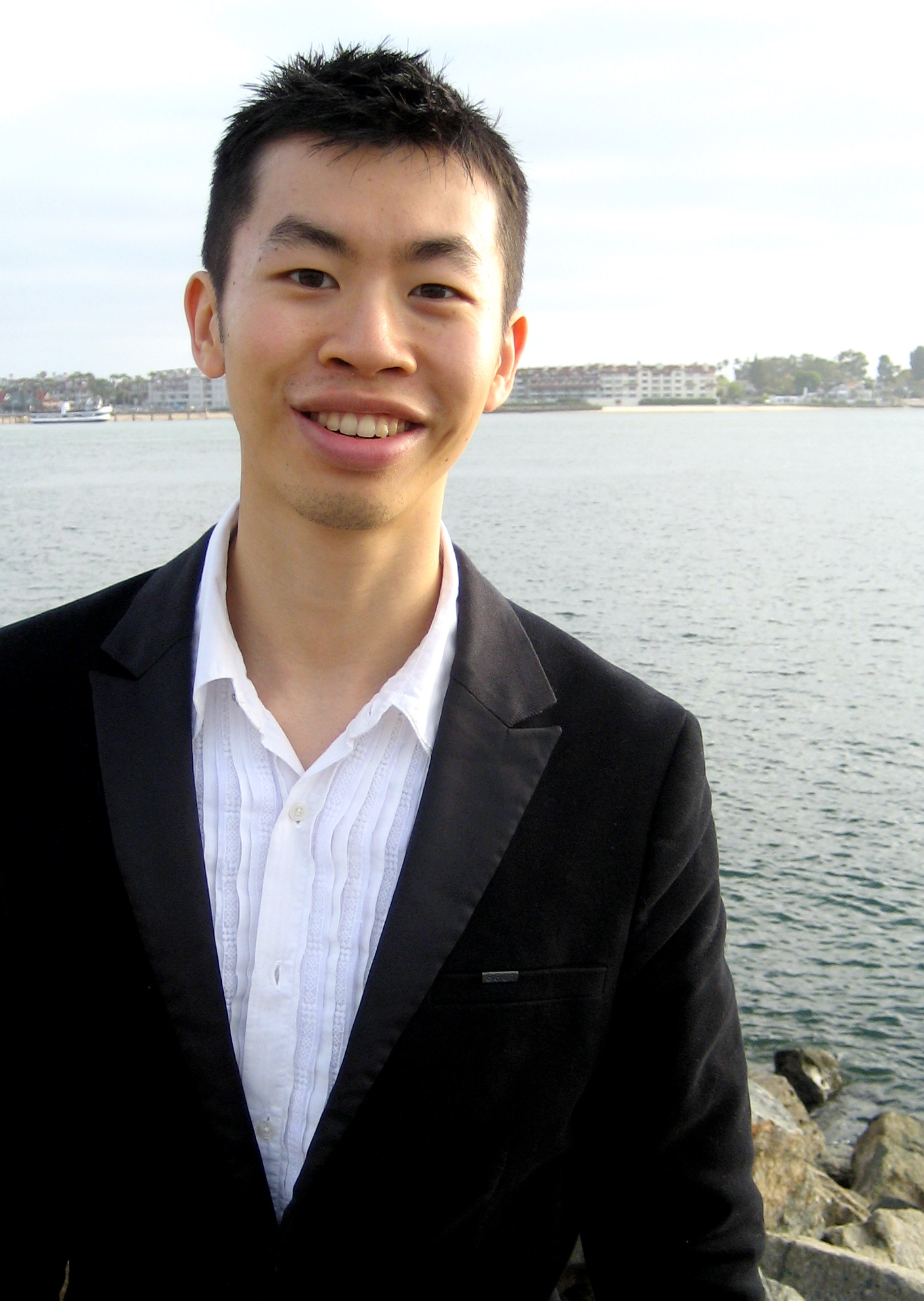
Martin Leung en San Diego (2009)

Martin Leung, conocido como el Video Game Pianist, es un pianista cuyos videos y audios se han extendido por toda Internet. Los sitios WEB y clientes P2P han ayudado por igual a distribuir sus instrumentaciones (para piano) de música de videojuegos populares. De esta forma es uno de los primeros músicos en ganar el reconocimiento de gente de todo el mundo por ejecutar música de videojuegos en piano.

## De principios humildes
Leung fue introducido en el Ebaum’s World el 2 de julio de 2004 en un video de él tocando el piano. Inicialmente comenzó solo con unas pocas canciones de la serie de juegos de Super Mario Bros., y pero más tarde comenzó a tocar canciones de juegos como The Legend of Zelda, Sonic the Hedgehog, Halo, Earthworm Jim, y Final Fantasy.
Ebaum's World fue solamente el comienzo del Video Game Pianist. Como Leung comenzó a grabar más audio digital y a producir más videos, se fue haciendo cada vez más conocido. Consecuentemente, numerosos sitios de Internet ofrecieron estas producciones y su renombre estalló hasta alcanzar una audiencia mundial. Sus videos son ahora presentados en MSN Video, IFILM, Gprime.net, Muchosucko.com, y Albinoblacksheep.com entre otros. Varios artículos fueron escritos en publicaciones como "Nintendo Power," "GAME Magazine," "CUBE Magazine," y "Night Life Montreal", artículos en sitios de Internet como slashdot (barrapunto), y entrevistas en vivo en radios; inclusive lo entrevistaron en E3 para MTV en mayo de 2005.
Actualmente, Leung es un estudiante de segundo año del Cleveland Institute of Music, alumno del renombrado pianista Paul Schenly. Mozart y Beethoven son sus músicos preferidos para composiciones de piano.

## Misión
Video Game Pianist tiene tres metas que a Leung le gustaría lograr con su carrera de pianista. Primero, él está dedicado a promover música de videojuegos así como a elevar la imagen de este tipo de música, siente que la gente sobrestima este género musical y que si maravilla con esto, entonces tiene música maravillosa para ofrecer.
Su segunda meta es realzar la imagen del piano y hacerlo un instrumento más corriente en la cultura musical de hoy en día. Quiere mostrar que produciendo música de videojuegos, un solo de piano puede ser algo agradable, más aún que un piano acompañando a cantantes como Alicia Keys o Ben Folds.
Finalmente, su tercera meta es popularizar la música clásica a través de la producción de música para videojuegos. Cree que la música de videojuegos puede construir un puente que enlace el mundo de la música popular con el mundo de la música clásica.

## No solamente Internet
Por si esto fuera poco, Tommy Tallarico, conocido por ser el primer compositor de música de videojuegos en lanzar un álbum con la música que componía para el videojuego Earthworm Jim, invitó al Video Game Pianist a realizar una gira con él como parte del Video Games Live North America Tour. El 6 de julio, el Video Game Pianist tocó en el Hollywood Bowl, como parte de la gira, sus arreglos de Final Fantasy "The Prelude" y "One Winged Angel". Video Game Pianist se lució en la Electronic Entertainment Expo (E3) en mayo de 2005. Tocó en la Game Developers Conference en San Francisco durante el Walk of Game y el G.A.N.G. Awards. En el 2003 debutó en el Carnegie Hall a los 16 años de edad en el Isaac Stern Auditorium, tocando Mendelssohn's Concerto No. 1 - Presto. También tuvo su solo con la Pittsburgh Symphony Orchestra en “From the Top” con un desempeño que mostró “dedos veloces en ambas manos y flexibilidad persuasiva del tiempo", según Tribune-Review. Participa regularmente en competencias locales y nacionales y es el ganador de numerosos premios.